# Masu Junyangdikul
Masu Junyangdikul (tiếng Thái: มาสุ จรรยางค์ดีกุล; sinh ngày 9 tháng 6 năm 1994), nghệ danh Masu (tiếng Thái: มาสุ), là nam diễn viên, người mẫu và DJ Thái Lan. Anh được biết đến qua các vai diễn trong Núi rừng yêu thương (2017), Sóng gió cuộc đời (2017), Khoảnh khắc nhiệm màu (2018), Vì sao dưới trời (2019)...

## Sự nghiệp
Masu bắt đầu sự nghiệp của mình từ năm 2011 với cương vị là một trong 9 DJ của kênh Pynk 98 FM. Sau đó anh tham gia sitcom Kleun Sai Wai Bping của đài CH5 với vai diễn DJ Marwin.
Năm 2015, anh kí hợp đồng với đài CH3. Bộ phim đầu tiên Masu xuất hiện là phần 3 (Bò tót), 4 (Tê giác), 5 (Thiên nga) của series Thời đại anh hùng với vai diễn Zhou Kae-sung khi còn trẻ, sau đó Masu tiếp tục nhận vai phụ trong Em muốn làm cô dâu của Matt Peeranee Kongthai và Great Warintorn Panhakarn. Vai chính đầu tiên của Masu là anh chàng mang trong mình năng lực thần kì trong Bu Ram Pram Pra với Mew Piatha Laknara.
Năm 2017, anh lại tiếp tục nhận vai chính là anh chàng quân nhân quả cảm trong Núi rừng yêu thương với Mind Tarika Insuwan. Sau đó, Masu nhận được nhiều sự quan tâm hơn sau khi tham gia bộ phim Sóng gió cuộc đời với vai Jate và đóng cặp cùng Nychaa Nuttanicha Dungwattanawanich.
Năm 2018, bộ phim Khoảnh khắc nhiệm màu đóng với Preem Ranida Techasit và Bomb Tanin Manoonsilp là bộ phim đầu tiên Masu đóng vai chính được chiếu trên khung giờ vàng của CH3.
Năm 2019, Masu đóng vai phản diện trong Bí mật ẩn giấu với Great Warintorn Panhakarn và Diana Flipo. Ngoài ra, Masu còn tham gia vào dự án My Love From Another Star (Vì sao đưa anh tới bản Thái) cùng với Matt Peeranee Kongthai và Nadech Kugimiya.

## Các phim đã tham gia

### Phim truyền hình
| Năm  | Tên gốc                                | Tên tiếng Việt                 | Vai                                  | Đài |
| ---- | -------------------------------------- | ------------------------------ | ------------------------------------ | --- |
| 2015 | Luead Mungkorn: Krating                | Thời đại anh hùng 3: Bò tót    | Zhou Kae-sung (thời trẻ)             | CH3 |
| 2015 | Luead Mungkorn: Raed                   | Thời đại anh hùng 4: Tê giác   | Zhou Kae-sung (thời trẻ)             | CH3 |
| 2015 | Luead Mungkorn: Hong                   | Thời đại anh hùng 5: Thiên nga | Zhou Kae-sung (thời trẻ)             | CH3 |
| 2015 | Kor Pen Jaosao Suk Krung Hai Cheun Jai | Em muốn làm cô dâu             | Leuk Lap                             | CH3 |
| 2015 | Bu Ram Pram Pra                        |                                | Saensamut Samutgavin                 | CH3 |
| 2017 | Roi Pa Wai Duay Rak                    | Núi rừng yêu thương            | Major Saenkom Ariyawat / "Saen"      | CH3 |
| 2017 | Kleun Cheewit                          | Sóng gió cuộc đời              | Jate / Jade                          | CH3 |
| 2018 | Chuamong Tong Mon                      | Khoảnh khắc nhiệm màu          | Puttimate Kittipaisarnsakun / "Mate" | CH3 |
| 2019 | Lub Luang Jai                          | Bí mật ẩn giấu                 | Jarinthorn / "Joe"                   | CH3 |
| 2019 | My Love From Another Star              | Vì sao đưa anh tới (bản Thái)  | Mork                                 | CH3 |
| 2019 | Dao Lhong Fah                          | Vì sao dưới trời               | Dom                                  | CH3 |
| 2020 | Pom Arthun                             | Mái tóc bí ẩn                  | Kawin                                | CH3 |
| 2021 | Ubaat Rai Ubaat Ruk                    | Tai nạn tình yêu               | Thitphati Techpipat / "Mong"         | CH3 |
| 2023 | Mor Luang                              | Thầy thuốc hoàng gia           | Sirilak Kwong                        | CH3 |
| 2023 | Chai Paetsaya                          | Tra nam                        | Tatcha                               | CH3 |

### Sitcom
| Năm  | Tên gốc                          | Vai       | Đài |
| ---- | -------------------------------- | --------- | --- |
| 2011 | Kleun Sai Wai Bping (คลื่นใสวัยปิ๊งค์) | DJ Marwin | CH5 |